# Josef Finkenzeller
Josef Finkenzeller (* 6. Mai 1921 in Zell bei Scheyern; † 14. Juni 2018 in München) war ein deutscher römisch-katholischer Priester, Theologe (Dogmatiker) und Hochschullehrer. 

## Leben
Nach Militärdienst und Kriegsgefangenschaft in England und Kanada (1941–1946) legte Josef Finkenzeller 1946 sein Abitur in Freising ab. Er studierte von 1947 bis 1951 Philosophie und Theologie an der Philosophisch-Theologischen Hochschule Freising und an der LMU München. Er promovierte an der LMU bei Michael Schmaus zum Dr. theol. und wurde am 29. Juni 1953 in Freising von Joseph Kardinal Wendel zum Priester geweiht. 1953 arbeitete Finkenzeller als Kaplan in München-Neuhausen und als Rektor des Klosters der Schwestern vom Guten Hirten in München. Von 1954 bis 1959 war er Präfekt, Dozent und Subregens am Priesterseminar in Freising. Im Jahr 1959 folgte seine Habilitation für das Fach Dogmatik durch die Theologische Fakultät der LMU München, an der er ab 1959 als Privatdozent tätig war. Im selben Jahr folgte seine Ernennung zum außerordentlichen, 1965 zum ordentlichen Professor für Dogmatik an der Philosophisch-Theologischen Hochschule Freising. 
1965 übernahm er die Aufgabe des Regens des Priesterseminars in Freising, und die eines Ordinariatsrats in der Leitung des Erzbistums. Ab 1968 war er nach der Verlegung des Priesterseminars nach München und Schließung der Philosophisch-Theologischen Hochschule Freising Regens in München. Als Regens war er verantwortlich an der Errichtung des Studienkollegs V3 in München durch die Erzdiözese beteiligt.
Von 1970 an lehrte er als ordentlicher Professor für Dogmatik und ökumenische Theologie (am 1968 neu errichteten Lehrstuhl Dogmatik II) an der LMU München. Im Jahr 1986 wurde er emeritiert, sein Nachfolger war Gerhard Ludwig Müller.
Finkenzeller war seit 1956 Mitglied der katholischen Studentenverbindung KDStV Agilolfia Freising.
Josef Finkenzeller starb am 14. Juni 2018 in München.

## Ehrungen
- Päpstlicher Ehrenprälat (1966)

## Schriften (Auswahl)

### Publikationen in Buchform
- Die Lehre von den Sakramenten der Taufe und Buße nach Johannes Baptist Gonet O. P. (1616 – 1681) (= Münchener theologische Studien, Abteilung 2 (Systematische Abteilung) Band 11). K. Zink, München 1956 (Hochschulschrift München, Theol. Fakultät, Dissertation vom 12. Dezember 1953)
- Offenbarung und Theologie nach der Lehre des Johannes Duns Skotus. Eine historische und systematische Untersuchung (= Beiträge zur Geschichte der Philosophie und Theologie des Mittelalters, Band 38, Heft 5), Münster 1961, (Hochschulschrift München, Theologische Fakultät, Habilitationsschrift vom 15. Januar 1959)
- zusammen mit Gottfried Griesl, Entspricht die Beichtpraxis der Kirche der Forderung Jesu zur Umkehr? Eine Orientierungshilfe. Rex-Verlag, München 1971, ISBN 3-7926-0033-1.
- Von der Botschaft Jesu zur Kirche Christi. Zweifel, Fragen, Probleme, Antworten. Don-Bosco-Verlag, München 1974, ISBN 3-7698-0218-7.
- Glaube ohne Dogma? Dogma, Dogmenentwicklung und. kirchliches Lehramt, Düsseldorf 1972, (= patmos-paper-backs), (= Schriften der Katholischen Akademie in Bayern), ISBN 3-491-00368-7.
- Kirche und Gottesreich. Kyrios-Verlag, Meitingen 1975.
- Die Lehre von den Sakramenten im allgemeinen. In: Handbuch der Dogmengeschichte, Bd. 4: Sakramente – Eschatologie. Herder, Freiburg im Breisgau
  - Faszikel 1a: Von der Schrift bis zur Scholastik, 1980, ISBN 3-451-00734-7.
  - Faszikel 1b: Von der Reformation bis zur Gegenwart, 1981, ISBN 3-451-00738-X.
- Grundkurs Gotteslehre, Freiburg im Breisgau 1984, ISBN 3-451-20250-6.
- Was kommt nach dem Tod?, Don Bosco Medien GmbH, München 1984, ISBN 978-3769802689.

### Beiträge in Sammelwerken, Handbüchern und Lexika
- Die Zahl und Zählung der Sakramente, in: Leo Scheffczyk (Hrsg.), Werner Dettloff (Hrsg.), Richard Heinzmann (Hrsg.), Wahrheit und Verkündigung. Michael Schmaus zum 70. Geburtstag, Paderborn, München, Wien 1967, Band 2, S. 1005–1020.
- Alois von Schmid (1825–1910). In: Heinrich Fries (Hrsg.): Katholische Theologen Deutschlands im 19. Jahrhundert, München 1975, ISBN 3-466-20175-6 (3 Bde., hier speziell Bd. 3, S. 125–144).
- Eschatologie. in: Wolfgang Beinert (Hrsg.): Lexikon der Katholischen Dogmatik, Herder, Freiburg/Basel/Wien 1991, Neuausgabe 1997, ISBN 3-451-26378-5.

### Vorträge
- Die Kirche Jesu Christi, Verständnis und Auftrag der Kirchen heute. Versuche einer Standortbestimmung zehn Jahre nach dem II. Vatikanischen Konzil. Katholische Akademie, Augsburg 1976.
- Die Zukunftserwartungen des Christen (= Reihe Akademieprotokolle). Katholische Akademie, Augsburg 1979.
- Das Geheimnis der Erlösung in Christus (= Akademie-Publikation, Nummer 66). Katholische Akademie, Augsburg 1984.